# Slunci ležím v rukou
Slunci ležím v rukou (2008) je album Dáši Voňkové, které nahrála se Zdeňkem Zdeňkem. Obsahuje 12 autorských písniček, jejichž tématem jsou ve velké většině stromy či příroda. Kromě zpěvu Dagmar Voňkové, je důležitou součástí alba klavír Zdeňka Zdeňka, kytara Voňkové tentokrát ustupuje mírně do pozadí, i když je zastoupena ve všech písničkách a Voňková se na ni stále doprovází na koncertech. 

## Seznam písní
1. Jívy – 2:59
2. Touha – 3:14
3. Háje – 4:19
4. Ester a Géza – 4:29
5. Za domem, za polem – 3:33
6. Jasné ráno – 3:28
7. Nádech – 3:22
8. Břízy – 4:14
9. Proud – 3:45
10. Višeň – 3:59
11. Bez bílý – 3:07
12. Oliva – 4:16